# バーニャカヴァッロの聖母
『バーニャカヴァッロの聖母』(バーニャカヴァッロのせいぼ、伊: Madonna di Bagnacavallo、英: Bagnacavallo Madonna) は、1495年に制作されたドイツ・ルネサンスの巨匠アルブレヒト・デューラーによる板上の油彩画である。『パトロチーニオの聖母』(パトロチーニオのせいぼ、伊: Madonna del Patrocinio) とも呼ばれるこの作品は、第二次世界大戦後、イタリアのラヴェンナ県バーニャカヴァッロのカプチン会女子修道院で発見された。 1961年にイタリアの美術史家ロベルト・ロンギ はデューラーによる作品であると認定し、数年後に作品は現在の所蔵先である、パルマ県にあるトラヴェルセートロのマニャーニ・ロッカ財団に取得された。

## 背景
デューラーの宗教画に最もしばしば取り上げられた主題は、聖母、特に「聖母子」である。このことは中世以降とりわけ強くなってきた聖母信仰を背景とし、画家個人の聖母への傾倒が加わった結果と考えられる。画家の聖母子を描いた油彩画は祭壇画を除いて、比較的小型の作品が約15点現存しており、そのうちの10点が聖母マリアと幼児イエス・キリストのみを描いた聖母子画である。その他に版画では約25作品、素描では約70作品の聖母子画が知られている。それらの制作時期は全生涯にわたっているが、油彩画、版画、素描とも1510年代に多い。版画の最後の作例は1520年であり、油彩画も1520年代には『梨の実の聖母』(ウフィツィ美術館) 1点が知られるのみである。これは明らかに宗教改革の影響である。

## 概要
作品は、デューラーが1505年の2回目のイタリア旅行にドイツから持ち込んだ作品の一つであり、画家はそれらの作品を売却して、経費を賄っていた。ロレンツォ・ディ・クレディによる『幼子イエス』（おそらくヴェネツィアでデュ―ラーが見た）をコピーしたものである、この聖母画のための1495年の準備素描が知られている。聖母マリアの特徴は、ジョヴァンニ・ベッリーニの作品に似ており、『ハラーの聖母』(ワシントン・ナショナル・ギャラリー) などの同じ時期のデューラーの作品にも見出される。
場面は暗い部屋の中に設定されており、左側には木の板で閉じられた窓があり、右側には壁に囲まれた場所に続くアーチがある（hortus conclusus [閉ざされた庭] の象徴）。聖母マリアは、幼子イエスを膝に乗せている半身像で表されている。イエスの左手は母親の手に触れており、もう一方の手は、「三位一体」の象徴的な植物の一つであるイチゴのなる小枝を持っている。そのイチゴの枝には、本来の3枚のうちの2枚の葉しか存在していない。欠けている葉は、「三位一体」の最後の人物であるイエスを示唆している。

## デュ―ラーの聖母子

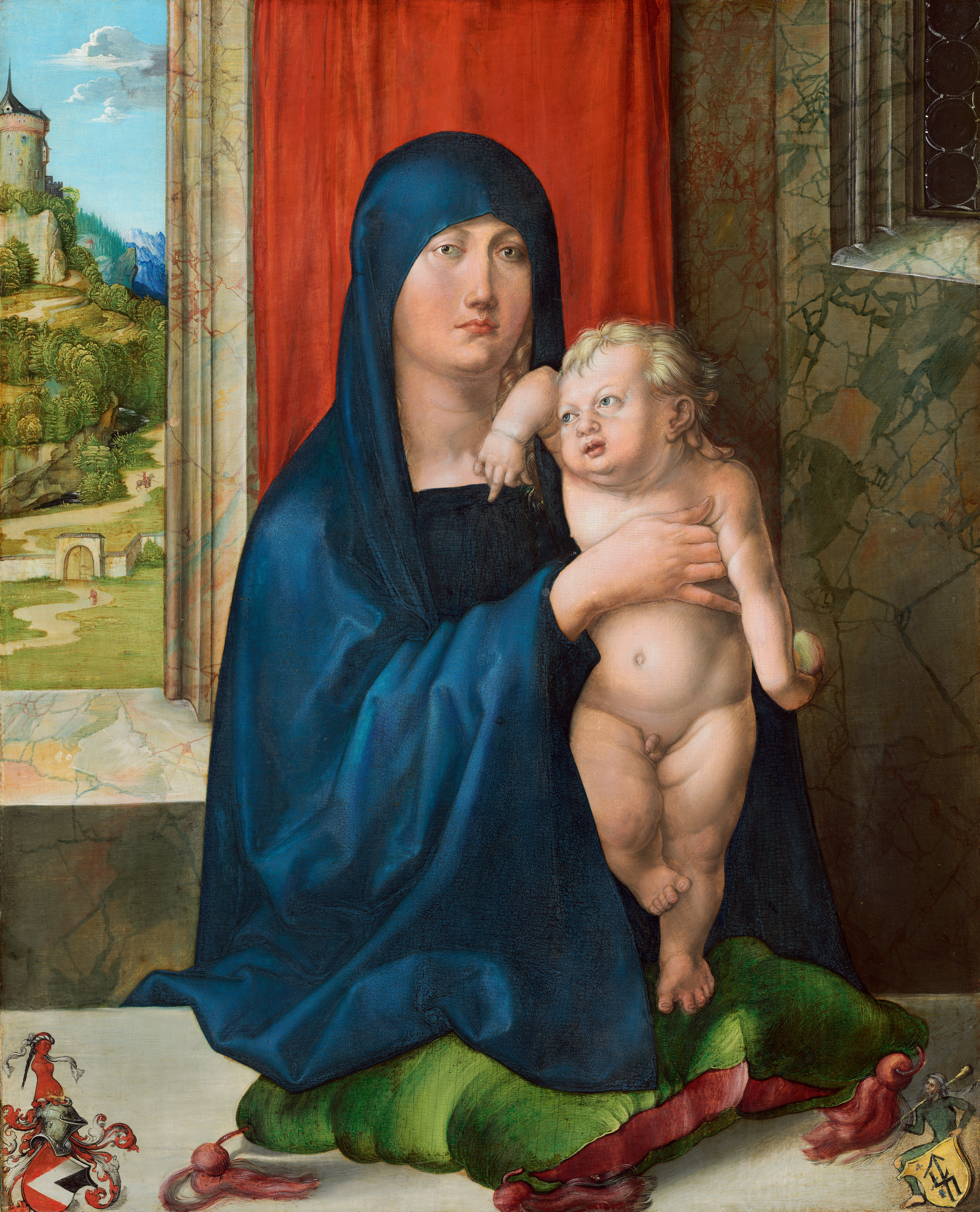
『ハラーの聖母』 (1496-1499年頃) ナショナル・ギャラリー (ワシントン)
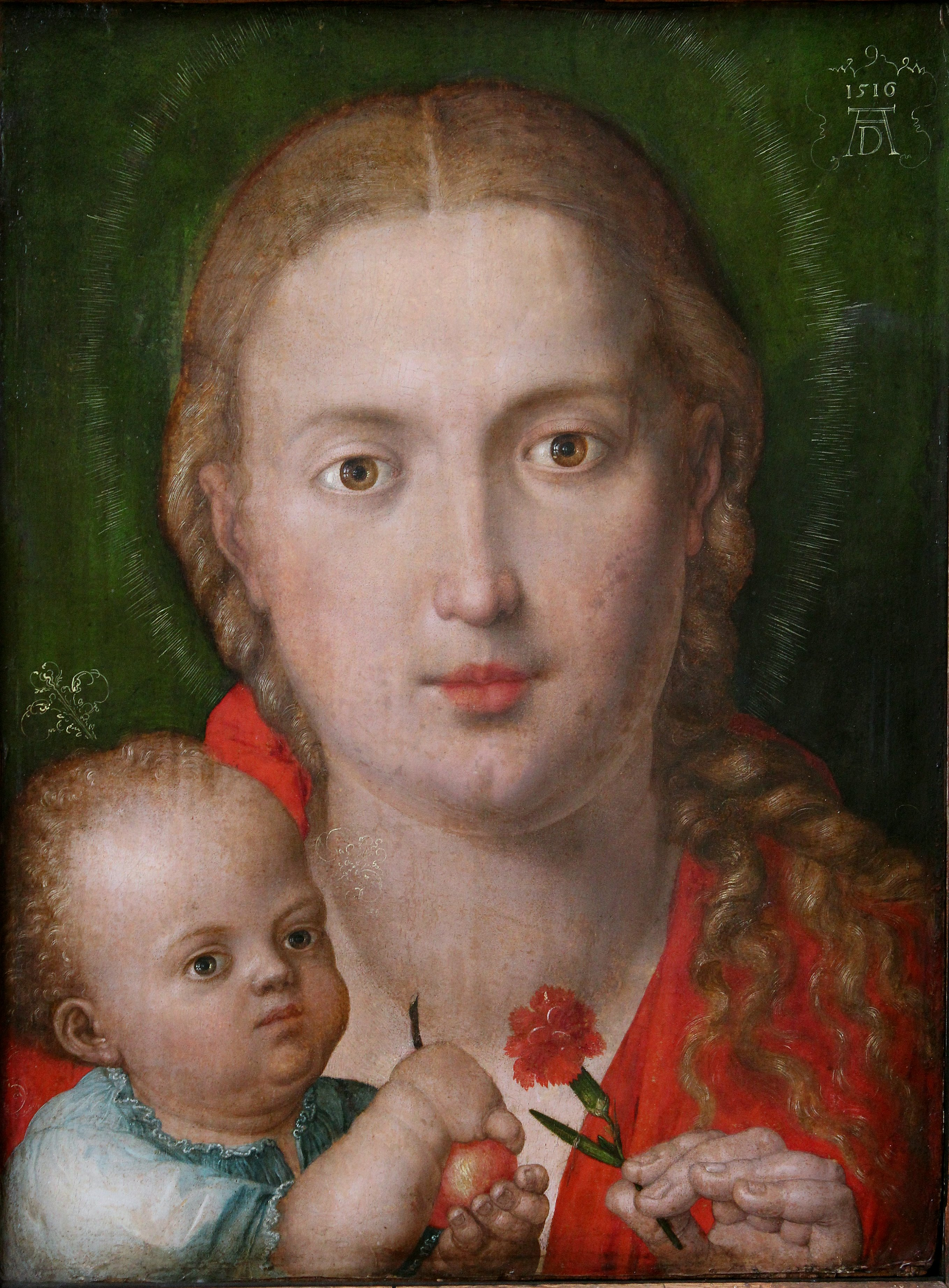
『カーネーションの聖母』(1516年以前) アルテ・ピナコテーク (ミュンヘン)
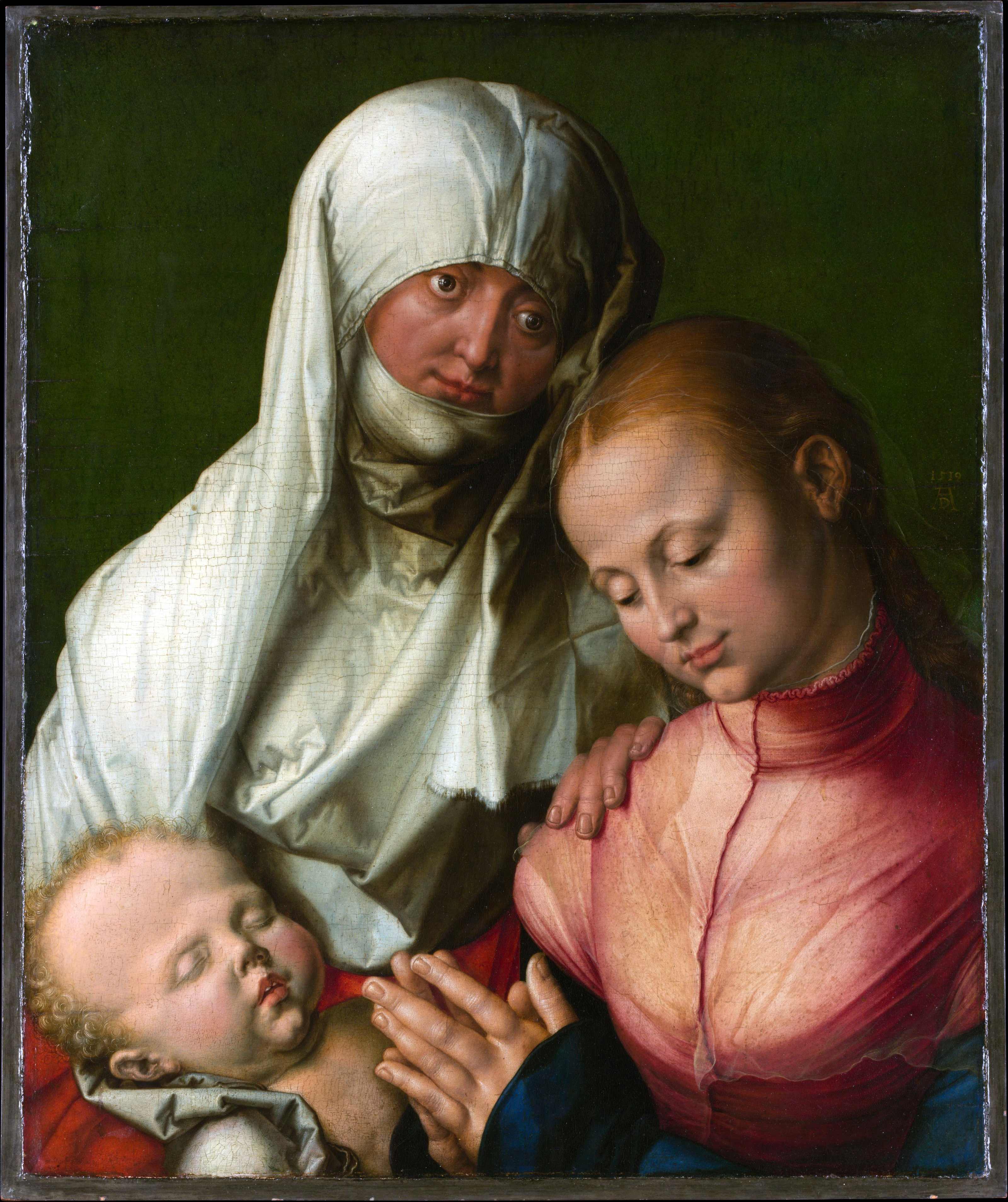
『聖アンナと聖母子』 (1519年) メトロポリタン美術館 (ニューヨーク)
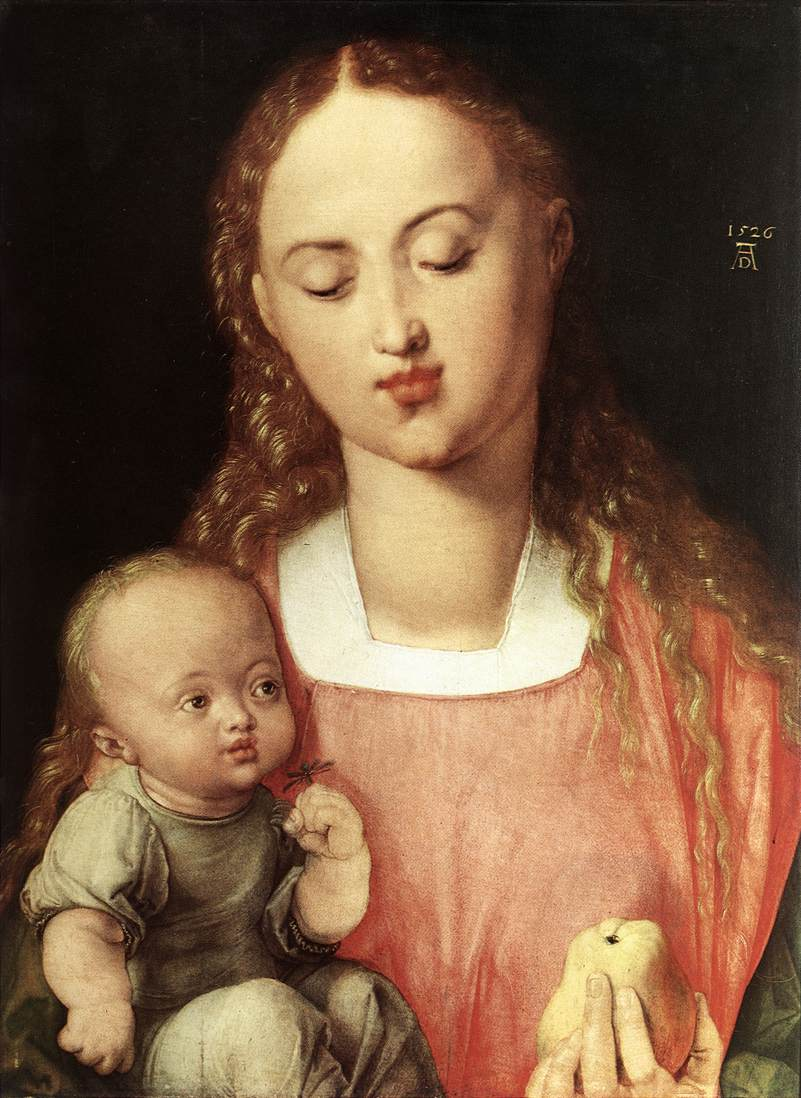
『梨の実の聖母』(1526年) ウフィツィ美術館 (フィレンツェ)